# San Mateo Teopancala
San Mateo Teopancala är en ort i kommunen Temascalapa i delstaten Mexiko i Mexiko. Samhället hade 1 312 invånare vid folkräkningen 2020. Antalet invånare har ökat med nästan 500 männniskor de senaste femton åren.

## Etymologi och samhälle
Det ursprungliga namnet är Teopancalcan, ett ord av nahuatl-ursprung. Med böjningar blir den sammansatta meningen tepantli som betyder tempel eller kyrka, tillsammans med calli med betydelsen hus, och namnet Teopancala kan tolkas som "Hus som tillhör kyrkan."
Bygdens huvudsakliga kyrka heter Iglesia San Mateo, Apóstol y Evangelista och är belägen centralt.